# Polyerata rosenbergi
Polyerata rosenbergi là một loài chim trong họ Trochilidae.